# 이승현 (1988년)
이승현(1988년 3월 29일 ~ )은 대한민국의 뮤지컬 배우다.

## 방송
- 더블 캐스팅 (2020) - Top24

## 공연
- 모래시계 (2017)
- 킹아더 (2019)
- 아이언 마스크 (2019)